# Robert Spaemann
Robert Spaemann (ur. 5 maja 1927 w Berlinie, zm. 10 grudnia 2018 w Stuttgarcie) – niemiecki filozof, profesor uniwersytetów w Stuttgarcie, Heidelbergu i Monachium.

## Życiorys
Doktoryzował się w 1952 roku na Uniwersytecie w Münsterze u Joachima Rittera. W 1962 habilitował się w dziedzinie filozofii i pedagogiki; w tym samym roku podjął pracę w Wyższej Szkole Technicznej w Stuttgarcie i na Uniwersytecie w Heidelbergu. Od 1972 wykładał na Uniwersytecie w Monachium, prowadził też wykłady w Paryżu, Rio de Janeiro, Louvain-la-Neuve, a także w Chińskiej Akademii Nauk Społecznych w Pekinie. W roku 2001 przyznano mu nagrodę Karla Jaspersa Uniwersytetu i miasta Heidelberg.
Wielokrotny uczestnik spotkań z Janem Pawłem II, założyciel Stowarzyszenia na rzecz obrony liturgii trydenckiej w Kościele katolickim.
Jego dzieła zostały przełożone na 14 języków; podejmowane w nich zagadnienia wchodzą w zakres nowożytnej historii idei, filozofii przyrody, antropologii, etyki i filozofii politycznej.
28 maja 2012 roku Katolicki Uniwersytet Lubelski przyznał Spaemannowi tytuł doctora honoris causa.

## Poglądy
Jego prace koncentrują się wokół zagadnienia etyki chrześcijańskiej. W zakres jego zainteresowań wchodziły: bioetyka, ekologia i prawa człowieka. Za życia uważany był za jednego z najważniejszych żyjących etyków cnót. Był wysoko ceniony przez papieża Benedykta XVI. W publikacji z 1989 roku „Glück und Wohlwollen” (Szczęście a życzliwość) Spaemann bronił tezy, że szczęście wywodzi się z życzliwego działania, że człowiek stworzony jest przez Boga jako istota społeczna po to, by pomagać innym, odnaleźć prawdę i sens w zawiłym i bezładnym świecie.

## Książki przełożone na język polski
- Szczęście a życzliwość. Esej o etyce, tłum. Jarosław Merecki SDS, RW KUL, Lublin 1996.
- Podstawowe pojęcia moralne, tłum. Jarosław Merecki SDS, Patrycja Mikulska, RW KUL, Lublin 2000.
- Osoby. O różnicy między czymś a kimś, tłum. Jarosław Merecki SDS, seria: Terminus 22, Oficyna Naukowa, Warszawa 2001.
- Granice. O etycznym wymiarze działania, tłum. Jarosław Merecki SDS, seria: Terminus 40, Oficyna Naukowa, Warszawa 2006.
- (wraz z Reinharden Löwem) Cele naturalne. Dzieje i ponowne odkrycie myślenia teleologicznego, tłum. Andrzej Półtawski, seria: Terminus 49, Oficyna Naukowa, Warszawa 2008.
- Odwieczna pogłoska. Pytanie o Boga i złudzenie nowożytności, tłum. Jarosław Marecki SDS, seria: Visiae mundi 1, Oficyna Naukowa, Warszawa 2009.
- Rousseau – człowiek czy obywatel. Dylemat nowożytności, tłum. Jarosław Merecki SDS, seria: Visiae mundi 5, Oficyna Naukowa, Warszawa 2011.
- Kroki poza siebie. Przemówienia i eseje, tłum. Jarosław Merecki, seria: Visiae mundi 6, Oficyna Naukowa, Warszawa 2012.
- Psalmy. Medytacje chrześcijanina. Psalmy 1-51, t. 1, Kraków 2023.
- Psalmy. Medytacje chrześcijanina. Psalmy 52-150, t. 2, Kraków 2023.